# Калинин, Валерий Фёдорович
Валерий Фёдорович Калинин (9 августа 1912, Красноярск — 15 марта 1998, Москва) — советский и российский учёный, лауреат Сталинской премии.

## Биография
Окончил Московский институт химического машиностроения (1937) и в 1941 году защитил кандидатскую диссертацию.
С февраля по июль 1945 г. руководитель группы толуола Вальденбургского объекта № 1940, майор. Награждён орденом Красной Звезды.
С 1945 года работал в атомной отрасли. Был первым учёным секретарем секции ядерных реакторов Инженерно-технического совета Спецкомитета (затем — НТС ПГУ).
Перевел книгу Г. Д. Смита по использованию атомной энергии в военных целях, фотокопии которой были получены нашей разведкой в сентябре 1945 г.
Позднее работал в аппарате министерства среднего машиностроения СССР. Был одним из организаторов ЦНИИ управления, экономики и информации (ЦНИИатоминформ), в котором с 1968 г. работал старшим научным сотрудником.
Кандидат технических наук. Лауреат Сталинской премии. Награждён двумя орденами Трудового Красного Знамени.
Автор книги «Термоядерный реактор будущего: рассказ о том, как учёные стремятся овладеть термоядерным синтезом — неисчерпаемым источником энергии». — М.: Атомиздат, 1966. — 205 с. : ил. ; 20 см. — (Науч.-попул. библиотека). — 20000 экз.